# Military Assistance Advisory Group

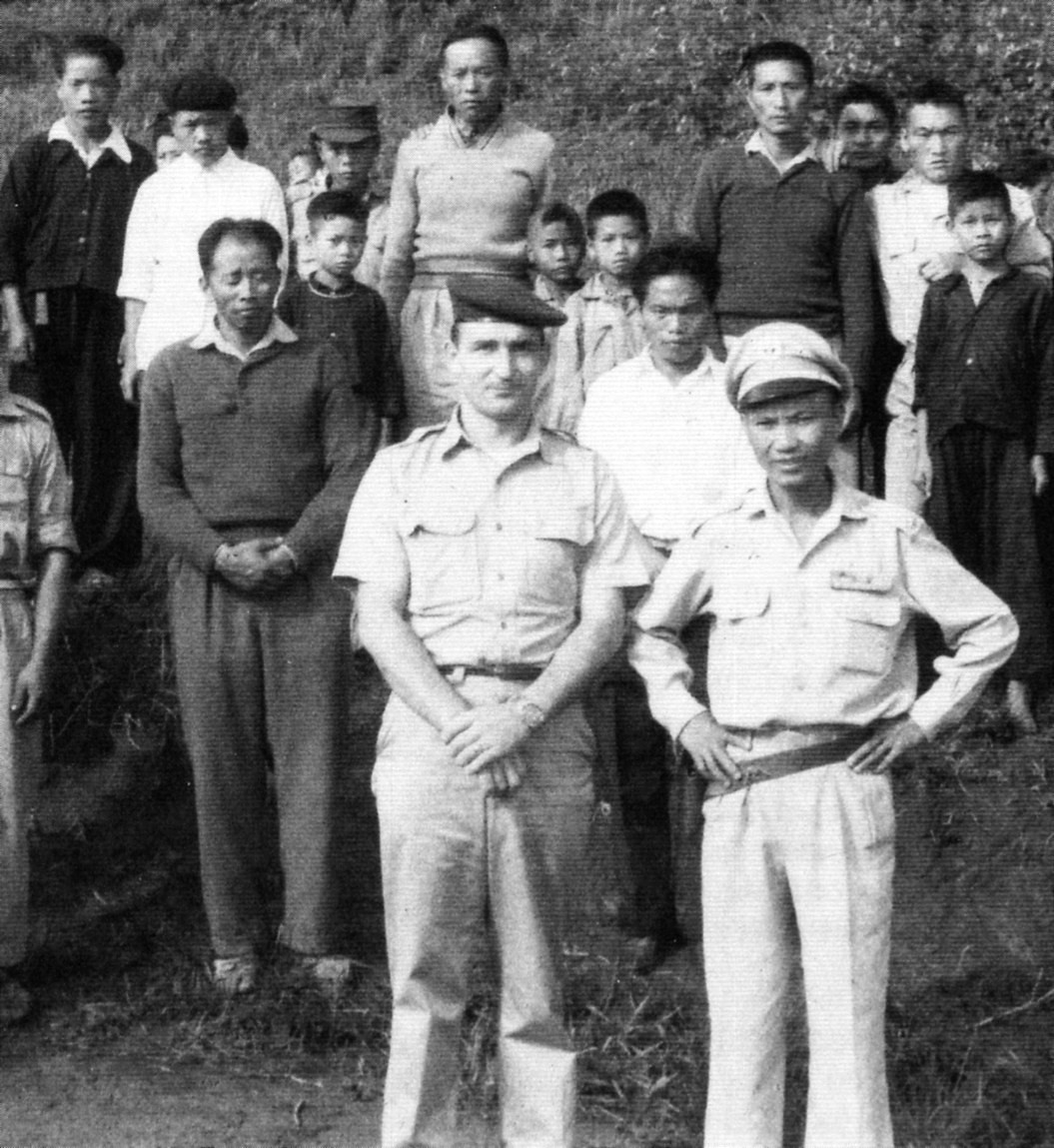
Jack F. Mathews z MAAG w Laosie

Military Assistance Advisory Group (MAAG) – nazwa grup amerykańskich doradców wojskowych wysyłanych dla pomocy w organizacji i szkoleniu sił zbrojnych krajów Trzeciego Świata. Przed i w trakcie wojny wietnamskiej w Azji południowo-wschodniej działały trzy takie grupy. W czasach dzisiejszych termin MAAG jest wciąż – choć nie w tak szerokim zakresie jak dawniej – używany w odniesieniu do personelu wojskowego, wysyłanego celem podtrzymania stosunków partnerskich z armiami niektórych krajów Ameryki Łacińskiej, jak Peru czy Dominikana, jak również krajów afrykańskich, jak np. Liberia.

## MAAG Indochina i MAAG Vietnam
We wrześniu 1950 roku prezydent Harry Truman wysłał pierwszą Military Assistance Advisory Group (MAAG Indochina) do Wietnamu celem wsparcia Francuzów podczas I wojny indochińskiej. prezydent twierdził, że wojskowi ci nie zostali wysłani dla prowadzenia działań bojowych, lecz by pomóc we właściwym spożytkowaniu wartego 10 milionów USD sprzętu i uzbrojenia, który miał pomóc Francuzom w walce z siłami Việt Minhu. Do roku 1953 wartość pomocy przekroczyła 350 milionów USD.
Tymczasem Armia Francuska niechętnie przyjmowała rady Amerykanów, nie chcąc dopuścić do tego, by powstawały i szkoliły się w użyciu nowoczesnego sprzętu jakiekolwiek oddziały wietnamskie; byłoby to sprzeczne z polityką kolonialną władz francuskich. Francuzi zamierzali nie tylko pokonać wroga, ale także umocnić się jako kolonialne mocarstwo, a nie mogliby tego uczynić pod bokiem powstałej w roku 1949 wietnamskiej armii. Francuscy dowódcy zdecydowali się ostatecznie współpracować z MAAG, ale było już zbyt późno.
W roku 1954 głównodowodzący sił francuskich w Indochinach, generał Henri Navarre, zezwolił Stanom Zjednoczonym na wysłanie oficerów łącznikowych do oddziałów wietnamskich, ale wiosną doszło do oblężenia i upadku Dien Bien Phu. Zgodnie z postanowieniami konferencji genewskiej Francja musiała oddać komunistom północną część Wietnamu, a następnie, w kwietniu 1956 roku, wycofać się z Wietnamu Południowego.
12 lutego 1955 roku, podczas konferencji w Waszyngtonie z udziałem przedstawicieli Departamentu Stanu i francuskiego ministerstwa spraw zamorskich, uzgodniono, że cała wojskowa pomoc amerykańska będzie kierowana wprost do Wietnamu Południowego i że całą odpowiedzialność przejmie na siebie MAAG, dowodzona wówczas przez generała-porucznika Johna O'Daniela. W kwietniu 1956 roku, po opuszczeniu Wietnamu przez Francuzów, zmieniono nazwę grupy doradczej na MAAG Vietnam, a Stany Zjednoczone jęły angażować się coraz bardziej w nasilający się konflikt, który znamy jako wojnę wietnamską.
W następnych latach partyzantka komunistyczna w Wietnamie Południowym nieustannie nasilała działania, a prezydent Ngô Đình Diệm coraz częściej oglądał się na amerykańską pomoc wojskową, głównie po to, by umocnić własną pozycję. Tymczasem rosła liczba zamachów na amerykańskich doradców. 22 października 1957 roku została ostrzelana siedziba MAAG w Sajgonie; byli ranni Latem 1959 roku komunistyczni partyzanci zaatakowali bazę armii południowo-wietnamskiej w Biên Hoà, zabijając i raniąc kilku doradców z MAAG. W tym czasie amerykańscy doradcy posiadali jedynie niższe stopnie oficerskie, a Ngô sprzeciwiał się ich obecności w wietnamskich oddziałach taktycznych. Obawiał się, że Amerykanie przejmą kontrolę nad jego wojskiem. Pierwsze oznaki zmian pojawiły się w roku 1960, kiedy to liczba amerykańskich doradców wzrosła z 327 do 685 na wyraźną prośbę wietnamskich władz. Tymczasem komunistyczna partyzantka nieustannie rosła w siłę. Starcia z nieprzyjacielem stawały się coraz częstsze. Władze USA naciskały na Ngô by zliberalizował swe rządy i zaczął wprowadzać reformy. Większość wpływowych osobistości we władzach amerykańskich była przeciwna zwiększaniu pomocy wojskowej i rozbudowie armii Ngô, natomiast członkowie MAAG optowali za zwiększeniem amerykańskiej obecności w Wietnamie. W tym okresie stosunki MAAG z Ngô opisywano jako znakomite, mimo że doradcy mieli wątpliwości, czy będzie on w stanie powstrzymać partyzancką ofensywę.
Nowo wybrany prezydent John F. Kennedy przychylał się do głosów MAAG wzywających do rozbudowy armii wietnamskiej i większego zaangażowania militarnego USA zarówno w postaci uzbrojenia i sprzętu, jak i wojska. W odpowiedzi Kennedy przeznaczył 28,4milionów USD na rozbudowę armii wietnamskiej co spowodowało, że ogólna wysokość pomocy osiągnęła w roku 1961 poziom 144 milionów USD. W pierwszym roku prezydentury Kennedy’ego MAAG ściśle współpracowała z przedstawicielami administracji i z Amerykańską Agencją Informacyjną (USIA) by stworzyć plan zwalczania partyzantki. Plan ten zakładał wzmocnienie sił armii wietnamskiej tak, by była zdolna zwalczać partyzantkę komunistyczną, czego efektem obocznym było wzmocnienie politycznej pozycji Ngô. Ngô, ze swej strony, zgodził się na to, by doradcy działali już na poziomie batalionu, co znacząco wpłynęło na ich liczbę: z 746 w 1961 roku do ponad 3400 zanim MAAG zostały podporządkowane U.S. Military Assistance Command Vietnam (MACV) i przemianowane na Elementy Doradztwa Polowego. W okresie największego amerykańskiego zaangażowania w wojnę (rok 1968) aż 9430 wojskowych amerykańskich działało na szczeblach od okręgu do batalionu szkoląc i obserwując działania wszystkich rodzajów sił zbrojnych Wietnamu Południowego.

## MAAG Laos
MAAG Laos została utworzona w roku 1961 z zadaniem wspierania armii królestwa Laosu walczącej z komunistyczną partyzantką Pathet Lao. 23 lipca 1962 roku kilka zainteresowanych państw postanowiło w Genewie udzielić Laosowi gwarancji neutralności i niepodległości. W tej sytuacji USA wycofały MAAG, zastępując ją tzw. „biurem zapotrzebowań”, które miało być przykrywką dla działalności CIA. Doradcy wojskowi stali się tym samym współpracownikami attaché wojskowego ambasady amerykańskiej w Wientianie jako „Projekt White Star” (później przemianowany na „Projekt 404”).

## MAAG Cambodia
MAAG Cambodia powstała 4 czerwca 1955 roku w wyniku porozumienia zawartego 16 maja przez rządy Stanów Zjednoczonych i Królestwa Kambodży. Porozumienie zakładało włączenie do kambodżańskich sił zbrojnych wysokich rangą wojskowych amerykańskich w charakterze nie biorących udziału w walkach doradców. W skład grupy doradczej wchodzili głównie przedstawiciele armii.
Gdy władze Kambodży ogłosiły oficjalnie neutralność w toczącej się wojnie, 20 listopada 1963 roku działalność MAAG w tym kraju całkowicie ustała.

## MAAG Republic of China
Na Tajwanie termin Amerykańska Grupa Doradcza odnosił się generalnie do sił United States Army stacjonujących na wyspie od kwietnia 1951 do grudnia 1978 roku. Dowódcą tych sił był generał-major William C. Chase. Zadaniem doradców było dostarczanie uzbrojenia, szkolenie i wszelka inna pomoc siłom zbrojnym Republiki Chińskiej na podstawie międzyrządowego porozumienia. W roku 1957 na Tajwanie znajdowało się 10 000 Amerykanów, w większości pracowników CIA i wojskowych z rodzinamji.